# Национални археолошки музеј Атине
Национални археолошки музеј (грч. Εθνικό Αρχαιολογικό Μουσείο) у Атини има неке од најважнијих артефаката са разних археолошких локација широм Грчке, од праисторије до касне антике. Сматра се једним од највећих музеја на свету и садржи најбогатију колекцију артефаката из грчке антике широм света. Смештен је у централној Атини између Епира улице, улице Бубулинас и улице Тосицас док је његов улаз на улици Патисион у близини историјске зграде Атинског политехничког универзитета.

## Историја
Први национални археолошки музеј у Грчкој основао је гувернер Грчке Јоанис Каподистријас у Егини 1829. године. Након тога, археолошка збирка пресељена је на више изложбених места до 1858. године, када је најављено међународно архитектонско такмичење за локацију и архитектонски дизајн новог музеја. Предложена је тренутна локација, а изградња музејске зграде почела је 1866. године и завршена је 1889. године, користећи средства грчке владе, грчког археолошког друштва и друштва Микене. Главни добротвори били су Елени Тосица која је донирала земљу за изградњу музеја, Деметриос и Николаос Вернардакис из Санкт Петербурга који су донирали велики износ за завршетак музеја. Иницијални назив музеја био је Централни музеј. Преименован је на садашње име 1881. године од стране Председника Владе Грчке Ксарилаоса Трикуписа. Године 1887. археолог Валериос Стаис постао је кустос музеја.
Током Другог светског рата музеј је био затворен, а антиквитети су запечаћени у посебним заштитним кутијама и закопани, како би се избегло њихово уништавање и пљачкање. 1945. године експонати су поново приказани под руководством Христоса Карузоса. У јужном крилу музеја налази се Епиграфски музеј са најбогатијом збирком натписа на свету. Музеј натписа проширен је између 1953. и 1960. године са архитектонским дизајном Патроклоса Карантиноса.

## Зграда
Музеј има упечатљив неокласични дизајн који је у то време био веома популаран у Европи и у складу је са класичним артефакатима који се налазе у музеју. Почетни план је замишљен од стране архитекта Лудвига Лангеа, а касније га је модификовао Панагис Калкос који је био главни архитекта, Армодиос Влахос и Ернст Зилер. На предњој страни музеја налази се велика неокласична башта која је украшена скулптурама.

## Проширења и обнове
Зграда је прошла кроз многа проширења. Најважнија је била изградња новог источног крила почетком 20. века на основу планова Анастасиоса Метаксаса и изградња двоспратне зграде, дизајнирана од стране Јоргоса Номикоса током 1932—1939. године. Ова проширења су била неопходна да би могли да сместе брзорастуће збирке артефаката. Најновија адаптација музеја трајала је више од 1,5 године, током којег је музеј био потпуно затворен. Отворен је у јулу 2004. године, на време за Летње олимпијске игре у Атини и укључивала је естетску и техничку надоградњу зграде, инсталацију модерног система климатизације, реорганизацију музејске колекције и поправку штете изазване земљотресом 1999. године. Простор за Минојске фреске отворен је за јавност 2005. године. У мају 2008. министар културе Михалис Лиапис отворио је дуго очекивану колекцију египатских антиквитета и колекције Елени и Антониса Стататоса. Данас се поново одржава расправа о потреби даљег ширења музеја на суседне области. Израђен је нови план за подземно проширење на предњој страни музеја.

## Збирке колекција у музеју
Збирке музеја организоване су у областима:
| Колекције                                                        | Колекције    | Колекције |
| Области                                                          | Просторије   | Примерци инвентара |
| ---------------------------------------------------------------- | ------------ | --- |
| Преисторијска колекција (Неолит, Киклади, Микенска цивилизација) | 3-6 и 48     | - Агамемнонова маска, златна погребна маска, датирана 1550-1500. п. н. е. - Златни елиптични погребни дијадеми - Микенске златне чаше |
| Збирка вајарства                                                 | 7-34         | - Бронзана статуа Зевса или Посејдона, Артемизија Бронза у просторији 15 - Варвакеиос Атина, реплика Атина Партенос - Статуа Асклепија. Римска копија (160 нове ере), из грчког оригинала из 4. века п. н. е. - Мермерна подршка која краси колекцију Диониса, Пана и Сатирија, 170-180 н.е. |
| Ваза и збирка малих предмета                                     | 42 and 49-56 | - Таванска ваза која приказује Химеру - Бронзани бацачи |
| Колекција Санторини                                              | 48           | - Фреска из бронзаног доба у Акротирију, Санторини - Фреска дечака који се боксују је једна од многих добро очуваних фресака са острва Тера - Фреска са пејзажима у пролећном времену у Акротирију                                                                                           |
| Колекција металургије                                            | 36-39        | - Механизам са Антикитере (главни фрагмент) у просторији 38 - Глава филозофа из олупине Антикитера - Бронзани бацач |
| Египатска и блискоисточна збирка старина                         | 40-41        | - Египатска погребна маска |
| Епиграфски музеј                                                 | 1, 9 и 11    | - Најстарија таванска епиграфија, 8. век п. н. е., у просторији 11 - Детаљ дела светог закона Акропоља и Хекатомпедона, 485/4. п. н. е. - Поштована уредба, 313-312. п. н. е. |

## Уметници и артефакти
Неки од старих уметника чији су радови представљени у музеју су Мирон, Скопас, Лидос, Агоракрит, Агасиас, Сликар Пана и други.
Збирке укључују вајарске скулптуре Лутрофор, амфора, хидрија, скифос, кратер, пелике и лекит посуде, стела, фреске, накит, оружје, алате, кованице, играчке и друге древне предмете.
Артефакти потичу од археолошких ископавања у Санторинију, Микени, Тиринту, Додони, Рамнунту, Егејским острвима, Делосу, Храму Афаје у Егини, Светилишту Артемиде Ортије у Спарти, Пилосу, Теби, Атини и из различитих других места у Грчкој.
У музеју налази се архаична теракотска статуета даидала која је инспирисала дизајнере за маскоте Летњих олимпијских игара 2004. брата и сестру - Атина и Фивос.

## Нове изложбе
Два најновија експоната музеја су златни погребни венац из 4. века п. н. е. и мраморна статуа жене из 6. века п. н. е, која је 2007. године враћена као украдени предмет у Грчку од стране Гети Музеја у Калифорнији, након 10- годишњег правног спора између Гети Центра и грчке владе. Годину дана раније, фондација у Лос Анђелесу се сложила да врати надгробни споменик из 4. века пре нове ере из околине грчке Тебе.

## Главне атракције музеја
| - Механизам са Антикитере - Бронзана статуета атлетске спартанске девојке - Несторов пехар - Маска Агамемнона - Посејдон из Артемизија - Колекција Куроса и Коре | - Книдска Афродита - Даидала - Тезејев прстен - Зидне фреске са Тиринта и Санторинија - Посејдон са Милоса - Ритон у облику главе бика - Микенска ратна ваза |

## Археолошка библиотека
У музеју налази се 118-годишња археолошка библиотека са ретким древним уметничким, научним и филозофским књигама и публикацијама. Библиотека има око 20.000 књига, укључујући и ретка издања из 17. века. Библиографија обухвата археологију, историју, уметност, древне религије и античку грчку филозофију, као и старогрчку и латинску књижевност. Од посебног значаја су дневници различитих ископавања, укључујући оне Хајнриха Шлимана. Збирка археолошких књига је најбогатија ове врсте у Грчкој. Библиотека је недавно реновирана средствима Фондације Александара Оназиса. Обнова је завршена 26. маја 2008. године и сада се зове Александар Оназис.

## Музејске активности
- Лабораторије за конзервацију
- Фотографске архиве и хемијске лабораторије
- Организација привремене изложбе у музеју и иностранству
- Годишње одржавања великог броја археолошких предавања у својој предавачкој дворани

## Информације за посетиоце
До музеја је могуће доћи уз помоћ метроа у Атини. Најближе станице су станица Викторија и станица Омонија. Музеј поседује продавницу поклона са репликама артефаката и кафићем у врту скулптура. Музеј је потпуно доступан за особе са инвалидитетом. Постоје и објекти и водичи за посетиоце са оштећеним слухом.